# 小豆島そうめん
小豆島そうめん（しょうどしまそうめん）は、香川県小豆島で作られる手延素麺。三輪素麺（奈良県）、播州素麺（兵庫県）と合わせて、日本三大そうめんに数えられる。

## 概要
小豆島そうめんは、香川県に留まらず、日本全国の店舗で販売されている。
ふるさと納税の返礼品ランキングでは上位となっているほか、2022年に香川県が首都圏、関西圏で行った県産品認知度調査では、讃岐うどん、オリーブオイルに次いで3位であった。

## 特徴
製麺工程で使用される油にゴマ油を使用していることと、天日干しで乾燥させていることが特徴。

## 歴史
江戸時代、小豆島池田村（現・小豆島町）の住人が伊勢参りの帰路、三輪（現・奈良県桜井市）に立ち寄った際、素麺の製造技術を学び、小豆島に持ち帰ったのが、小豆島そうめんの始まりとされる。素麺の製造技術を持ち帰ったのは、「冬の農閑期に家族の労働だけで作れる」ためとされる。

## 生産量
2022年の小豆島そうめん年間生産量は、小豆島手延素麺協同組合だけでも約1500トンになる。また、組合に所属していない独立した業者も存在する。

## 問題点

### 生産者の減少
生産者の高齢化と後継者不足が進んでいる。小豆島手延素麺協同組合の組合員数は昭和50年代半ばの250超をピークに、2023年時点では76にまで減少している（組合に所属していない独立業者は約60）。
素麺製造の機器一式を新品でそろえる場合、数千万円がかかるという金銭的な敷居の高さと、伝統的な製造をどう学ぶかといった新規参入のハードルの高さが問題とされている。

### 伝統的な製法の問題
HACCPでは「天日干しより室内干しのほうが衛生管理の面では良い」とされており、伝統的な天日干しを続けて良いものか、議論が起きている。
「自然の中で天日干し」というのは消費者への訴求点にもなれば、他地域の素麺との差別化、高付加価値化になることも検討されている。